# John Millar
John Millar de Glasgow (né le 22 juin 1735 – mort le 30 mai 1801) est un philosophe et un historien écossais.

## Biographie et travaux
Né à Shotts dans le North Lanarkshire, Millar étudie à Glasgow, où il devient l'un des plus importants disciples d'Adam Smith, le créateur de la science économique. En 1761, Millar devient professeur de droit civil (système juridique) à Glasgow, et son enseignement lui vaut une renommée nationale. Dans son ouvrage Origin of the Distinction of Ranks (Origine de la distinction des classes), publié en 1778, il soutient que les rapports sociaux, y compris les relations entre les sexes, sont fixés par les systèmes économiques. Un tel point de vue sera appelé plus tard « déterminisme économique ». Son Historical View of the English Government, publié en 1787, est un ouvrage historique essentiel sur l'Angleterre et représente un tournant dans le développement de l'historiographie. Millar établit des comparaisons avec les travaux d'autres historiens et insiste sur les bases sociales et économiques sur lesquelles s'établissent les développements politiques et institutionnels, se démarquant ainsi nettement de nombre de ses prédécesseurs dont les œuvres sont plus spéculatives que scientifiques.
Sa fille Agnès épousa le philosophe James Mylne. En 1985, l'Université de Glasgow créa la John Millar Chair of Law (la chaire John Millar de droit) en sa mémoire.